# Дивізійний адмірал
Дивізійний адмірал - військове звання у військово-морських силах Італії та Бельгії. Відповідають коду OF-7 У системі військових звань НАТО. Є еквівалентне званням контрадмірала ВМС Великої Британії та ВМС США.

## Італія
Звання «Дивізійний адмірал» (італ. Ammiraglio di divisione) було запроваджене законом 1178 від 8 червня 1926 року «Організація військово-морського флоту» (італ. «Organizzazione della Marina»). Загалом було запроваджено 5 адміральських звань:
- великий адмірал (італ. grande ammiraglio)
- адмірал флоту (італ. ammiraglio d'armata)
- адмірал ескадри (італ. ammiraglio di squadra)
- дивізійний адмірал
- контрадмірал (італ. contrammiraglio)

Цей закон замінив звання «дивізійний контрадмірал» на «дивізійний адмірал».
Звання «дивізійний адмірал» еквівалентне званню дивізійний генерал у сухопутних та повітряних силах Італії.

## Бельгія
Звання «Дивізійний адмірал» (фр. Amiral de division, нід. Divisieadmiraal, нім. Divisionsadmiral) використовується у ВМС Бельгії, де воно нижче звання віцеадмірал і вище звання адмірал флотилії.
Звання «дивізійний адмірал» еквівалентне званню генерал-майор у сухопутних, повітряних та медичних компонентах збройних сил Бельгії.

## Зображення
| Погон дивізійного адмірала військово-морських сил Італії | Погон дивізійного адмірала Королівських військово-морських сил Італії | Нарукавна нашивка дивізійного адмірала військово-морських сил Бельгії |
| -------------------------------------------------------- | --------------------------------------------------------------------- | --------------------------------------------------------------------- |
|                                                          |                                                                       |                                                                       |